# Pulsbuiskoeler
De pulsbuiskoeler is in 1984 uitgevonden. In tegenstelling tot andere koelers (zoals de Stirling- en Gifford-McMahonkoelers) heeft hij geen bewegende delen in het lage-temperatuur gedeelte. Als gevolg daarvan is hij aantrekkelijk voor tal van toepassingen en heeft hij de afgelopen jaren een grote ontwikkeling doorgemaakt. Inmiddels zijn er vele varianten van pulsbuiskoelers bedacht. Hier wordt de zogenaamde Stirling-type single-orifice pulsbuiskoeler behandeld werkend met een ideaal gas.

## Beschrijving
Figuur 1 geeft de veel voorkomende Stirling-type single-orifice pulsbuiskoeler weer. Van links naar rechts zijn de onderdelen:
- een compressor, met een op en neer bewegende zuiger bij kamertemperatuur {\displaystyle T_{H}};
- een warmtewisselaar {\displaystyle X_{1}} waar warmte wordt afgevoerd naar de omgeving;
- een regenerator die bestaat uit poreus materiaal met een hoge warmtecapaciteit;
- een warmtewisselaar {\displaystyle X_{2}} waar het nuttige koelvermogen {\displaystyle {\dot {Q}}_{L}} wordt geleverd bij de lage temperatuur {\displaystyle T_{L}};
- een buis, die vaak "de pulsbuis" wordt genoemd;
- een warmtewisselaar bij kamertemperatuur {\displaystyle X_{3}} waar warmte wordt afgevoerd naar de omgeving;
- een stromingsweerstand (orifice);
- een buffervolume (een groot gesloten volume op vrijwel constante druk).

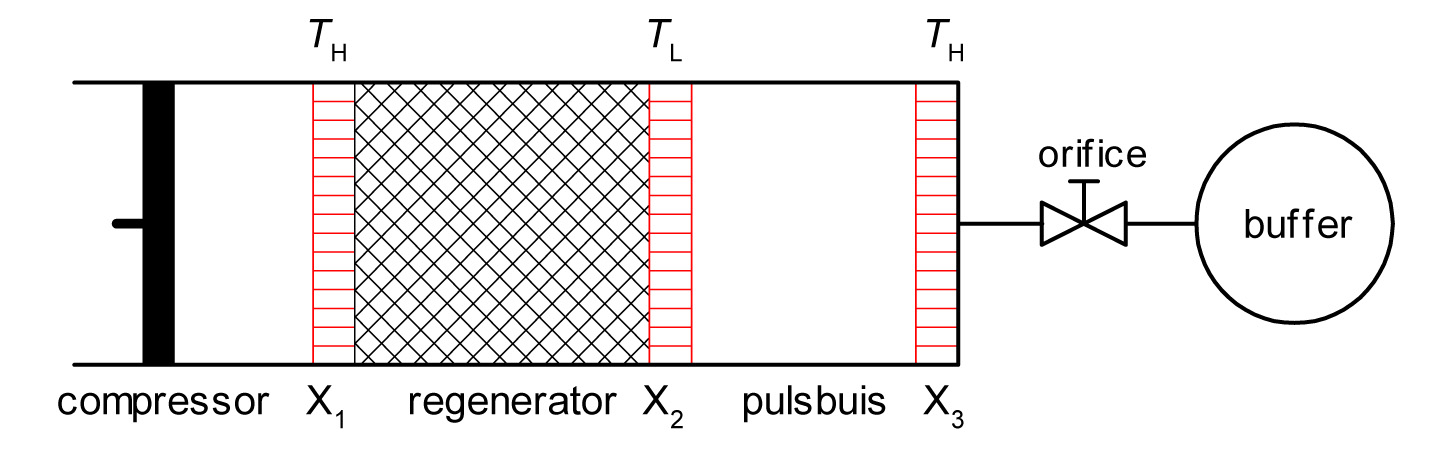
Figuur 1: Schema van een Stirling-type single-orifice PTR. Van links naar rechts: een compressor, een warmtewisselaar, een regenerator, een
warmtewisselaar, een buis (vaak "de pulsbuis" genoemd), een warmtewisselaar, een stromingsweerstand (O) en een buffervolume. De koeling wordt gegenereerd bij de lage temperatuur. Kamertemperatuur is.

Het gedeelte tussen {\displaystyle X_{1}} en {\displaystyle X_{3}} is thermisch geïsoleerd van de omgeving, meestal doordat het zich in vacuüm bevindt. De koeler is gevuld met helium bij een druk van 10 tot 30 bar. De druk varieert geleidelijk en de snelheden van het gas zijn laag. De naam "puls"buiskoeler is dan ook buitengewoon ongelukkig gekozen want er treden nergens en nooit pulsen op in het systeem.

## Werking
De zuiger beweegt periodiek van links naar rechts en weer terug. Hierdoor wordt gas ook van links naar rechts en terug bewogen en stijgt en daalt de druk geleidelijk in het systeem. Als het gas door de regenerator naar rechts stroomt treedt het links met {\displaystyle T_{H}} de regenerator binnen en stroomt er rechts met {\displaystyle T_{L}} uit, dus het staat warmte af aan de regenerator. Als het terugstroomt neemt het die warmte weer op.
De prestaties van de koeler worden in belangrijke mate bepaald door de kwaliteit van de regenerator. Hij moet aan tegenstrijdige eisen voldoen: hij moet een lage stromingsweerstand hebben (hij moet dus kort zijn met wijde kanalen), maar hij moet ook een goede warmte-uitwisseling hebben met het gas (hij moet dus lang zijn met nauwe kanalen). Het materiaal moet een hoge warmtecapaciteit hebben. Boven 50 K zijn vrijwel alle materialen geschikt. Vaak worden brons of roestvrij staal gebruikt. Voor het temperatuurgebied tussen 10 en 50 K is lood het meest geschikt. Beneden 10 K worden speciaal ontwikkelde magnetische materialen gebruikt.
Een gaselementje dat in het system heen en weer beweegt ervaart in de pulsbuis een geheel andere thermische omgeving dan in de regenerator of in een warmtewisselaar. In de regenerator of in een warmtewisselaars heeft het goed warmtecontact met zijn omgeving die dan ook voornamelijk zijn temperatuur bepaalt. In de pulsbuis is het echter thermisch geïsoleerd. Hier wordt een gaselementje warmer bij drukverhoging en kouder bij drukverlaging.

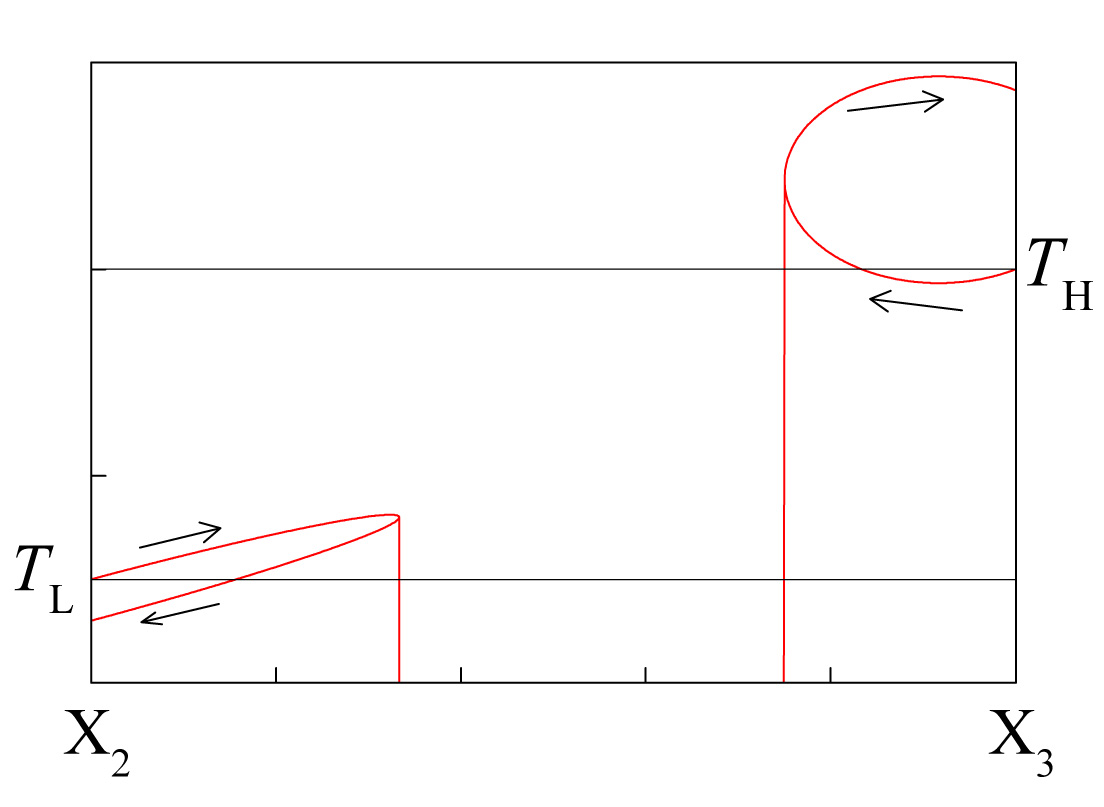
Figuur 2: Links: (nabij): een gaselement komt de pulsbuis binnen met temperatuur en verlaat de buis met een lagere temperatuur. Rechts: (nabij): een gaselement komt de buis binnen met temperatuur en verlaat de buis met een hogere temperatuur.

Kijk naar figuur 2 en let op gasdeeltjes die nabij {\displaystyle X_{3}} (aan de warme kant) in en uit de pulsbuis stromen. Een gasdeeltje dat de buis binnentreedt doet dat bij lage druk (het wordt via {\displaystyle X_{3}} en het orifice uit het bu¤ervolume gezogen) en heeft op het moment van binnentreden een temperatuur {\displaystyle T_{H}}. Als het na verloop van tijd de pulsbuis weer uitstroomt doet het dat bij hoge druk (het wordt via {\displaystyle X_{3}} en het orifice het buffervolume ingeperst). Als gevolg daarvan stroomt het de pulsbuis weer uit (en treedt dus {\displaystyle X_{3}} binnen) met een temperatuur die hoger is dan {\displaystyle T_{H}}. De warmtewisselaar {\displaystyle X_{3}} zou daardoor opwarmen en er moet dus warmte worden afgevoerd om zijn temperatuur constant te houden.
Aan de koude kant treedt precies het tegenovergestelde effect op: daar stromen de gasdeeltjes via de warmtewisselaar {\displaystyle X_{2}} de pulsbuis in bij hoge druk met de temperatuur {\displaystyle T_{L}} en keren terug bij lage druk met een temperatuur die lager is dan {\displaystyle T_{L}}. Om {\displaystyle X_{2}} op constante temperatuur {\displaystyle T_{L}} te houden moet daar dus warmte worden toegevoerd: dit is de gewenste koeling!

## Rendement
De zogenaamde prestatiecoëfficiënt van koelers is gedefinieerd als de verhouding tussen het koelvermogen {\displaystyle {\dot {Q}}_{L}} en het daarvoor benodigde vermogen {\displaystyle P:\xi ={\dot {Q}}_{L}/P}. Voor een volmaakt reversibele koeler wordt {\displaystyle \xi } gegeven door de beroemde formule
| {\displaystyle \xi _{C}={\frac {T_{L}}{T_{H}-T_{L}}}} | (1) |

ook wel het Carnotrendement genoemd. De pulsbuiskoeler is echter niet volmaakt reversibel omdat het orifice stromingsweerstand heeft. Daarom geldt vergelijking 1 niet. Het rendement van een ideale pulsbuiskoeler wordt geven door
| {\displaystyle \xi _{PTR}={\frac {T_{L}}{T_{H}}}}. | (2) |

Vergelijking van 1 met 2 laat zien dat de efficiency van de pulsbuiskoeler inderdaad lager is dan van de ideale koeler.

## Vergelijking met andere koelers
In de meeste koelers wordt gas periodiek gecomprimeerd en geëxpandeerd. Bekende koelers als de Stirlingkoelers en de populaire Gifford-McMahonkoelers hebben een verdringer die ervoor zorgt dat de koeling (bij de expansie) op een andere plaats optreedt dan de opwarming (bij de compressie). De pulsbuiskoeler heeft echter geen verdringer. Dit betekent dat de constructie van de pulsbuiskoeler eenvoudiger, goedkoper en betrouwbaarder kan zijn. Verder zijn er geen mechanische trillingen en elektromagnetische storingen die een oscillerende massa met zich meebrengt.

## Historie
De pulsbuiskoeler is uitgevonden door Mikulin in het jaar 1984.Hij bereikte een temperatuur van 105 K. Door de uitvinding van nieuwe varianten werden pulsbuiskoelers in snel tempo beter. Dit laatste is geïllustreerd in figuur 3 waarin de laagste temperaturen voor pulsbuiskoelers in de loop der jaren is uitgezet.

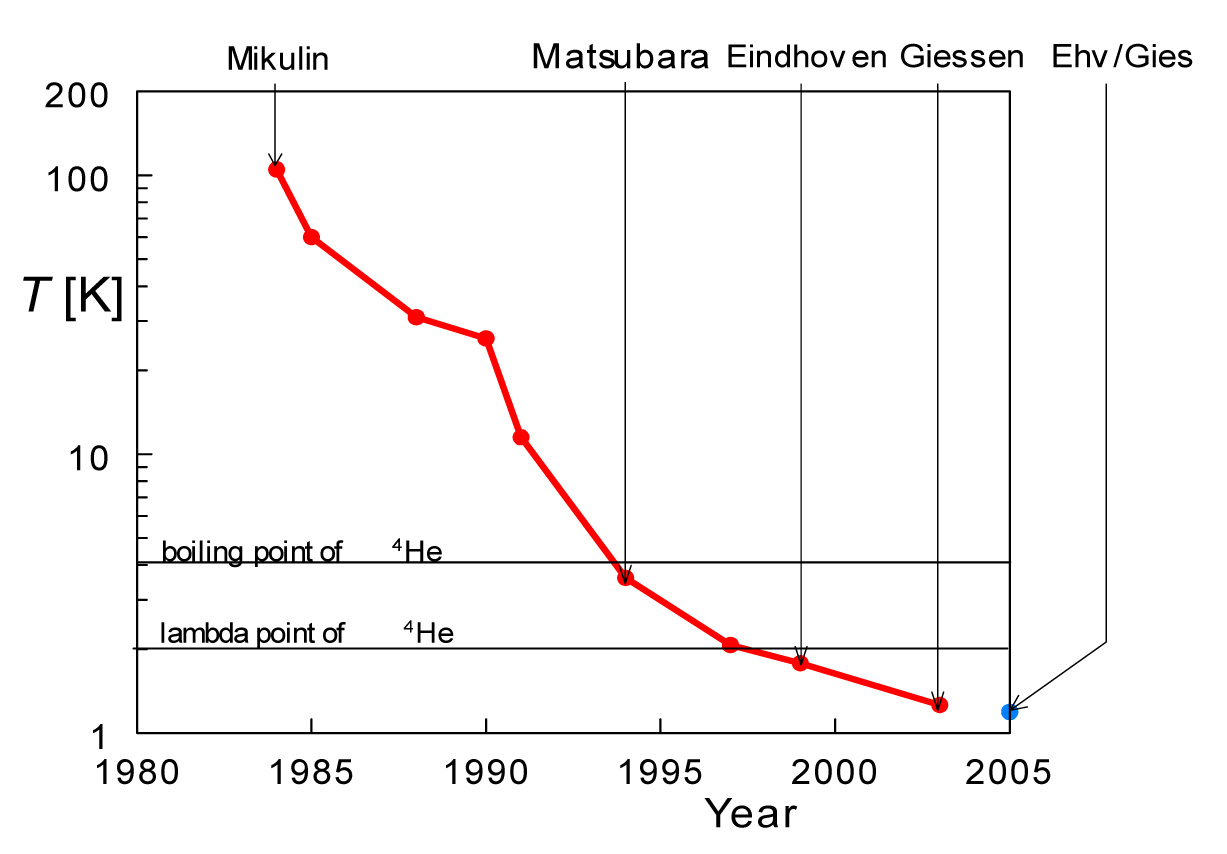
Figuur 3: Verloop van de laagst behaalde temperatuur met pulsbuiskoelers in de loop der jaren. De temperatuur van 1.2 K is bereikt in een samenwerking tussen de groepen van Giessen en Eindhoven. Zij gebruikten een superfluïde vortexkoeler als extra koeltrap om de temperatuur verder te verlagen.

De minimumtemperatuur ligt thans lager dan het kookpunt van vloeibaar helium (4,2 K), hetgeen in de beginjaren voor onmogelijk werd gehouden. Het zag er ook even naar uit dat koeling tot beneden het lambdapunt van {\displaystyle ^{4}}He (2,17 K) onmogelijk zou zijn, maar de groep Lage Temperaturen van de Technische Universiteit Eindhoven is het gelukt om een temperatuur te behalen van 1,73 K door niet het gebruikelijke {\displaystyle ^{4}}He als koelvloeistof te gebruiken, maar de zeldzame isotoop {\displaystyle ^{3}}He. Later is dit record gebroken door de groep uit Giessen die zelfs beneden de 1.3 K wist te komen, eveneens door gebruik te maken van {\displaystyle ^{3}}He. Een temperatuur van 1.2 K is bereikt in een samenwerking tussen de groepen van Giessen en Eindhoven. Zij gebruikten een pulsbuiskoeler met een superfluïde vortexkoeler als extra koeltrap om de temperatuur verder te verlagen

## Vooruitzichten
Omdat het rendement van pulsbuiskoelers nabij kamertemperatuur laag is, is het niet waarschijnlijk dat zij een rol zullen spelen in huis-, tuin-, en keukengebruik. Vanaf ca. 80 K is het verschil met het ideale rendement niet meer zo groot (zie de vergelijkingen 1 en 2) en gaan de voordelen zwaarder wegen. Voor het 70K- en het 4K-gebied zijn pulsbuiskoelers reeds commercieel verkrijgbaar. Ze worden toegepast in koeling van infrarooddetectoren voor thermische ruisonderdrukking, van devices met (hoge-Tc) supergeleiders zoals SQUID's en filters voor de telecommunicatie. Ook zijn er ontwikkelingen voor pulsbuiskoelers in MRI-systemen en voor energie gelieerde systemen die gebruikmaken van supergeleidende magneten. De koelers zorgen voor het opnieuw condenseren van het verdampte helium of voor de zogenaamde droge magneten. Dit zijn supergeleidende magneten zonder vloeibaar-heliumbad die geheel gekoeld worden door een cryokoeler. Ook de toepassing van cryokoelers in combinatie met 3He-4He mengkoelers voor het temperatuurgebied tot 2 mK ligt voor de hand, vooral omdat mengkoelers ook werken zonder bewegende delen in de kou. Op die manier wordt het hele temperatuurgebied vanaf kamertemperatuur tot 2 mK beter toegankelijk.